# Народна библиотека Израела
Народна библиотека Израела (HUJI, хебр. הספרייה הלאומית, раније: Јеврејска национална и универзитетска библиотека - ЈНУЛ, хебрејски: בית הספרים הלאומי והאוניברסיטאי), је национална библиотека Израела. Библиотека има више од 5 милиона књига, и налази се на Гиват Рам кампусу Хебрејског универзитета у Јерусалиму.
Народна библиотека поседује највеће светске колекције Хебрејаца и Јудејаца, а складиште је за многе ретке и јединствене рукописе, књиге и артефакате.

## Фонд библиотеке
Национална библиотека поседује највеће збирке Хебреике и Јудеике на свету и у својим архивима поседује многе јединствене рукописе, артефакте и ретке књиге.
По закону је обавезно доставити 2 копије штампаног материјала насталог на простору Израела Националној библиотеци. Током 2001. године закон је измењен тако да укључује аудио и видео записе и друге не-штампане медије. Чиме се попуњава и шири сами фонд ове библиотеке.
Национална библиотека Изпаела поседује преко 5 милиона књига и часописа као и хиљаде посебних публикација у специјалним колекцијама.
Отвореном фонду од 250,000 публикација које се налазе на полицама се може приступити у 8 читалачких соба (одељења): јудаизам, ислам и блиски исток, хуманистичка колекција, хебрејски рукописи, архиви, Еран Лаор картографска колекција, колекција Еделстеин, колекција Герсхом Сцхолем. А остале публикације се налазе у просторијама за складиштење књига које се налазе унутар и изван просторија библиотеке.
Постоји и дигитална колекција у којој се налази на хиљаде скенираних часописа, књига, новина, рукописа, као и странице Талмуда, мапе и Гласовне архиве.

## Одељења

### Израелска колекција
Збирка Израела обухвата неколико области:  ционизам, арапско-израелски сукоб, социјална и историјска питања, Израел у међународним односима, туризам, Уметност, мањинске групе, археологија, књижевност о Израелу на језицима који нису хебрејски, хебрејска књижевност преведена на друге језике, новинарство, Израелске званичне публикације међународних организација као што су НАТО и Уједињене нације. 
Она обухвата новине, периодике, карте, аудио-визуелни материјал, филмове, фотографије, личне архиве истакнутих представника из области културе, филозофије и уметности.

### Колекција Јудејаца
Колекција Јудаица у Националној библиотеци Израела је једна од највећих и најсвеобухватнијих у својој врсти на свету. Има 5 секундарних колекција,у којима је подељена грађа различитих формата: хебрејска књига, хебрејски часописи, јеврејски часописи, јеврејски архив и јеврејска музика.

### Ислам и Блиски исток
Ова колекција ужива међународно признање још од раног двадесетог века. Садржи примарне и секундарне изворе о исламској религији, од њеног оснивања, па до данас. У обој колекцији се налази: исламски закон, теологија, филозофија, мистика и законски кодови, историја и проучавање исламских култура. Дели се на 3 географска подручја: Блиски исток, Северна Африка и Централна, западна и јужна Азија. Такође су ту и мањине у европи у Сједињеним Америчким Државама.
Збирка садржи хиљаде књига, широк избор новина из раних двадесетог века и око 200 савремених часописа и новина на арапском, персијском и турском језику. Збирка такође садржи богату колекцију од око 2.000 арапских и персијских рукописа. 

### Хуманистичка колекција
Збирка хуманистичких наука, један од камена темељца Библиотеке, може се похвалити установљеним и важним корпусом примарних извора и есенцијалном секундарном књижевношћу из хуманистичких наука.
Главне области ове колекције су друштвене науке, као и специјална колекција Еделсатјн која је јединствена збирка медицине, историје науке и технологије.
Збирка служи и као депозитарна библиотека за публикације које издају Уједињене нације и Европска унија, прикупљајући све материјале и извештаје ових тела.

### Хебрејски рукописи
Институт за микрофилмске хебрејске рукописе Националне библиотеке покренут  је да сакупи копије свих постојећих рукописа на хебрејском језику, било да су у приватном власништву или смештени у јавним збиркама, из целог света.
Институт за микрофилмске хебрејске рукописе налази се у крилу рукописа и архива у приземљу Националне библиотеке, на хебрејском универзитету.
На овом одељењу се налазе микрофилмови, око 76,000 и на хиљаде фотографија са рукописима хебрејске кулктуре и религије.

### Архива
Данас се у овој архиви налази преко 450 личних архива, од којих већина сведочи о јеврејским личностима које су имале утицај у различитим сферама културе, науке и уметности.

### Библиотека Гершом Шолем
Збирка је заснована на великој личној библиотеци Гершом Шолем-а, познатог истраживача Кабале. Након његове смрти, колекција се смешта у библиотеку Универзитета, који је данас национална библиотека. Збирка садржи око 35,000 предмета везаних за област Кабале. Састоји се из 3 дела од којих је први део лична библиотека професора Шолем-а, други део који је мањи и састоји се од ретких књига и трећи, део који непрестано расте, који се састоји од оригиналне литературе и стручних радова из области Кабале и Хасидизма.
Ова збирка је важан део онлајн каталога, ком се може приступити са било ког рачунара на свету.

## Специјалне колекције
Национална библиотека Израела поседује 10 специјалних колекција:
- Инкунабуле и ретке књиге

- Рукописи

- Микрофилмовани рукописи
- Еран Лаор картографска колекција

- Архива
- Музичка колекција

- Национална аудио колекција

- Гемстон колекција (историја науке)

- Гершом Шоем колекција

- Депозитна библиотека за међународне организације

### Инкунабуле и ретке књиге
У овој колекцији се налази 35,000 ретких књига, поред којих се налази још 172 инкунабуле у 95 издања, као и 140 инкунабула на страним језицима у 127 издања.

### Рукописи
У овој колекцији се налази око 10,000 хебрејских рукописа који се односе на аспекте живота и мисли у јеврејској заједници. Такође се у овој колекцији налази и 2,000 арапских рукописа, као и 1700 кетубота (брачних уговора).

### Микрофилмовани рукописи
У овој колекцији се налазе хебрејски рукописи снимљени на микрофилму са различитих приватних и јавних извора са свих крајева света. Бише од 74,000 ролни микрофилма, као и фотографије са преко 200,000 сегмената из Каиро Генизах Гензберг колекције из Лењинске библиотеке и других извора.

### Еран Лаор картографска колекција
Ова колекција садржи старе мапе још из 15. века, дрвене атласе, библијске речнике, путописе и водиче. У центру колекције се налазе мапе Јерусалима и Израела, као и других земаља света. У овој колекцији се налазе и нове мапе Израела које  се објављују у складу са законом о књигама. Укупна збирка садржи око 6,000 древних мапа, које су настале до 1900. године и око 2,000 модерних мапа. Такође се овде могу наћи и помоћни материјали из области древне картографије, као што су часописи и књиге.

### Архива
У овој колекцији се налазе приватне архиве учених јеврејских појединаца и институција, као и 250 архива музичара. У овој колекцији се налази чак 200 колекција које укључују постере, документе, аутограме, слике и још много тога.

### Музичка колекција
Ова колекција садржи колекцију књига Јакова Мајкла, као и 10,000 наслова песама на хебрејском, аудио и видео снимке (записе, дискове, траке и друго), као и архивску грађа (нацрти музичких дела, писма, слике, документи, обавештења, програми, исечци из новина, приватни снимци и друго).

### Национална аудио колекција
Ова колекција укључује преко 30,000 сати снимљене грађе која укључује аудио материјал везан за јеврејску традицију у јеврејским и нејеврејским заједницама, архиву радио-емитованих снимака и комерцијалну музику.

### Гемстон колекција (историја науке)
Ова колекција, која се налази у библиотеци Еделсатјн, постоји преко 30,000 књига и предмета у широком спектру научних области, као што су: историја, филозофија и социологија.

### Гершом Шоем колекција
Ова збирка обухвата око 30,000 књига, од којих су неке веома ретке, као и микроснимљене рукописе који се користе за истраживања.

### Депозитна библиотека за међународне организације
У овој колекцији се налазе публикације Уједињених нација и Европске уније.

## Циљеви и функције
Главни циљ ове библиотеке је да сакупља и чува културну баштину израелске земље, народа, а посебно јеврејског народа. Тако да ова библиотека ужива велики значај за цео јеврејски свет, не само у Израелу, него и у другим државама, где год они живели.
Функције ове библиотеке, по закону о националној библиотеци из 2007. године, обавезује библиотеку на: 
- Унапређивање колекције библиотеке чувањем, сакупљањем библиотечке грађе,

- Прављењем места за збирке, рукописе, документе, мапе, аудио и видео материјал, као и друге материјалне предмете значајне за културу и историју израелског народа.

- Да јавност из многих земаља може користити колекције библиотеке кроз разне канале.

- Да служи као централна истраживачка библиотека Израела,

- - Приказивање изложби (сталних и променљивих) јавности

- Да пружи културне, књижевне и образовне активности усмерене ка широј јавности, као и специфичној публици, укључујући ученике.

- - Одржавање професионалних веза са другим националним библиотекама.

## Чињенице и бројке
Сваке године у просеку у овој библиотеци место нађе око 7,000 монографских публикација, око 900 нових наслова часописа, а годишњи раст библиотечке грађе достиже и до 100,000.
Што се тиче простора за складиштење, он се не налази на једном месту, али се простире на око 13,800 квадратних метара, при чему је 9,400 метара квадратних у главној згради.
Ова библиотека финансије добијаа преко владе Израела, Савета за високо образовање, одбора за буџет и планирање, Хебрејског универзитета у Јерусалиму, као и од донација и самоприхода.
Библиотека има 270 запослених и 30 волонтера. Посета имају око 200,000 посетилаца и читалаца годишње, док се веб локација библиотеке употреби око 2,3милиона пута годишње, а онлајн каталогу се приступи око 300,000. Што се тиче позајмљених књига, тај број је у просеку 1,000 месечно.
Библиотека има 11 читаоница са 540 места за читање, као и лабораторију за заштиту и рестаурацију. 
31° 46′ 33.01″ N 35° 11′ 48.58″ E / 31.7758361° С; 35.1968278° И

## Галерија
- Читаоница библиотеке
- Арден Прозори
- Друга зграда у кампусу у Скопска гора - 1931
- Прва зграда у центру Јерусалиму - 1912